# ヴァーン・ミッケルセン
ヴァーン・ミッケルセン (Arild Verner Agerskov Mikkelsen, 1928年10月21日 - 2013年11月21日) はアメリカ合衆国カリフォルニア州フレズノ出身の元バスケットボール選手。出身大学はハンライン大学。1950年代にNBA、ミネアポリス・レイカーズに所属。ジョージ・マイカン、ジム・ポラード、そしてミッケルセンのトリオはしばしばNBA史上最高のフロントラインと評され、彼らを擁したレイカーズは三連覇を含む4回の優勝を果たした。1995年には殿堂入りを果たしている。

## 選手キャリア
ヴァーン・ミッケルセンことアーリルド・ヴァーナー・アグレスコフ・ミッケルセンは、ミネソタ州セントポールのハンライン大学に進学し、4年目のシーズンには平均17.3得点、フィールドゴール成功率53.8%を記録する、カレッジ界を代表する選手に成長した。大学卒業後、1949年のBAAドラフトにエントリーしたミッケルセンは、ミネソタ州ミネアポリスのチーム、ミネアポリス・レイカーズから地域ドラフト（当時は1巡目指名を放棄するかわりに地元選手を指名できた）による指名を受け、NBA入り（この年からBAAはNBAと改称した）を果たした。
当時のレイカーズはセンターのジョージ・マイカン、フォワードのジム・ポラードを擁するリーグ屈指の強豪チームだったが、ここにさらにミッケルセンが加わることによって自慢のフロントラインがさらに強化され、他を寄せ付けない強さを見せるようになった。
ミッケルセンは1年目の1949-50シーズンから全68試合に出場し、平均11.6得点を記録。チームも51勝17敗という好成績を記録し、プレーオフも勝ち抜いてファイナルに進出。シラキュース・ナショナルズを破って優勝を果たした。翌シーズンにミッケルセンはさらなる成長を見せ、14.1得点10.2リバウンドのダブル・ダブルを記録し、オールNBA2ndチームにも初選出された。しかしチームはポラードの故障などで前季よりもやや勝率を落とし、プレーオフでも途中敗退となった。翌1951-52シーズンにはポラードが復活し、ミッケルセンも15.3得点10.3リバウンドの好成績を維持、チームはプレーオフを勝ち抜いてファイナルに進出し、ニューヨーク・ニックスと対決。第5戦ではポラードが背中の故障で欠場するというアクシデントに見舞われたが、ミッケルセンとマイカンがそれぞれ32得点をあげるという活躍をみせ、ニックスを破った。シリーズは最終第7戦までもつれたが、第7戦を82-65でレイカーズが勝利し、ミッケルセンは2度目の優勝を遂げた。レイカーズはこの年を皮切りにNBA初となる三連覇を達成し、ミッケルセンはNBAキャリアの中で計4つのチャンピオンリングを手に入れることになった。
しかしレイカーズの栄光の時代もマイカンの引退と共に幕を閉じることになる。レイカーズが三連覇を達成した年にマイカンは現役から引退し、チームのエースという重責を任せられるようになったミッケルセンは、1954-55シーズンにはキャリアハイとなる18.7得点10.2リバウンドを記録。翌シーズンからは若手センターのクライド・ラブレットがチーム内で台頭を見せたため、ミッケルセンの成績は後退するが、ラブレットを始めとする主力選手が相次いで離れた1957-58シーズンには17.3得点11.2リバウンドの好成績を記録。しかしチームの衰退は止められず、このシーズンは19勝53敗と大きく負け越した。30歳を迎えたミッケルセンは翌1958-59シーズンを最後に現役から引退した。
NBA10シーズンでの通算成績は699試合の出場で、10063得点5940リバウンド、平均14.4得点9.4リバウンドだった（リバウンド数は1950-51シーズンからの計測）。
2013年11月21日、ミネソタ州ワイゼッタで、家族に見守られながら息を引き取った。

## プレースタイルと業績
ミッケルセンはNBA最初期における最も優秀なパワーフォワードの一人と目されており、また典型的な肉体派のビッグマンで、ゴール下での粘り強いディフェンスで知られた。頑丈な選手でもあり、10シーズンのキャリアで欠場は僅か5試合のみだった。NBA6人目となるキャリア通算10000得点達成者。
- NBAファイナル制覇：1950年, 1952年, 1953年, 1954年
- オールNBA2ndチーム：1951年-1953年, 1955年
- NBAオールスターゲーム：1951年-1953年, 1955年-57年
- バスケットボール殿堂

## 個人成績
| †    | NBAチャンピオン |
| 太字 | キャリアハイ    |

### レギュラーシーズン
| Season   | Team     | GP  | MPG  | FG%  | FT%  | RPG  | APG | PPG  |
| -------- | -------- | --- | ---- | ---- | ---- | ---- | --- | ---- |
| 1949–50† | MNL      | 68  | –    | .399 | .752 | –    | 1.8 | 11.6 |
| 1950–51  | MNL      | 64  | –    | .402 | .676 | 10.2 | 2.8 | 14.1 |
| 1951–52† | MNL      | 66  | 35.5 | .419 | .761 | 10.3 | 2.7 | 15.3 |
| 1952–53† | MNL      | 70  | 35.2 | .435 | .752 | 9.3  | 2.1 | 15.0 |
| 1953–54† | MNL      | 72  | 31.2 | .374 | .742 | 8.5  | 1.7 | 11.1 |
| 1954–55  | MNL      | 71  | 36.0 | .422 | .747 | 10.2 | 2.0 | 18.7 |
| 1955–56  | MNL      | 72  | 29.2 | .386 | .804 | 8.4  | 2.4 | 13.4 |
| 1956–57  | MNL      | 72  | 30.5 | .377 | .807 | 8.8  | 1.7 | 13.7 |
| 1957–58  | MNL      | 72  | 33.2 | .410 | .786 | 11.2 | 2.3 | 17.3 |
| 1958–59  | MNL      | 72  | 29.7 | .390 | .806 | 7.9  | 2.2 | 13.8 |
| Career   | Career   | 699 | 32.5 | .403 | .766 | 9.4  | 2.2 | 14.4 |
| All-Star | All-Star | 6   | 18.3 | .386 | .650 | 8.7  | 1.3 | 11.2 |

### プレーオフ
| Year   | Team   | GP | MPG  | FG%  | FT%  | RPG  | APG | PPG  |
| ------ | ------ | -- | ---- | ---- | ---- | ---- | --- | ---- |
| 1950†  | MNL    | 12 | –    | .369 | .767 | –    | 1.5 | 13.0 |
| 1951   | MNL    | 7  | –    | .406 | .660 | 9.6  | 2.4 | 15.6 |
| 1952†  | MNL    | 13 | 38.1 | .432 | .828 | 8.5  | 1.5 | 13.3 |
| 1953†  | MNL    | 12 | 33.3 | .331 | .848 | 8.7  | 2.0 | 12.0 |
| 1954†  | MNL    | 13 | 28.8 | .459 | .861 | 5.6  | 1.3 | 10.2 |
| 1955   | MNL    | 7  | 29.9 | .353 | .783 | 11.1 | 1.9 | 13.7 |
| 1956   | MNL    | 3  | 30.0 | .423 | .900 | 5.7  | 0.7 | 13.3 |
| 1957   | MNL    | 5  | 32.4 | .398 | .647 | 8.6  | 3.4 | 17.6 |
| 1959   | MNL    | 13 | 28.5 | .412 | .767 | 7.2  | 1.8 | 15.5 |
| Career | Career | 85 | 31.8 | .396 | .783 | 8.0  | 1.8 | 13.4 |